# Morgan Lost
Morgan Lost es una historieta italiana de ciencia ficción de la casa Sergio Bonelli Editore, creada por Claudio Chiaverotti.

## Trayectoria editorial
Apareció por primera vez en Italia en 2015 con el episodio titulado "L'uomo dell'ultima notte".
Hasta ahora se han publicado siete series:
- Morgan Lost (24 números, desde octubre de 2015 a septiembre de 2017);
- Morgan Lost - Dark Novels (10 números, desde noviembre de 2017 a agosto de 2018);
- Morgan Lost - Black Novels (6 números, desde febrero de 2019 a julio del mismo año);
- Morgan Lost - Night Novels (8 números, desde diciembre de 2019 a julio de 2020);
- Morgan Lost - Scream Novels (6 números, desde julio de 2021 a diciembre del mismo año);
- Morgan Lost - Fear Novels (8 números, desde julio de 2022 a febrero de 2023);
- Morgan Lost - Nuove Origini (8 números, desde octubre de 2023).[3][4]

A estas se añade el cruce con Dylan Dog titulado Morgan Lost & Dylan Dog (6 números, desde diciembre de 2018 a septiembre de 2020).

## Argumento
Morgan Lost es un cazador de asesinos viviendo en los años 1950 de un mundo ucrónico en el que Hitler ha sido asesinado en 1937 a manos de una Marlene Dietrich convertida en espía, no ha estallado la Segunda Guerra Mundial, Einstein es un escritor de ciencia ficción y Freud ha sido el primer profiler. La sociedad es más avanzada tecnológicamente y completamente dominada por la burocracia. El Templo de la Burocracia, el máximo órgano de poder, desaprueba las relaciones personales entre los trabajadores, pues la gente solitaria está dispuesta a gastar más para satisfacer sus deseos, aumentando los consumos y moviendo la economía. La soledad y la alienación conducen a muchos ciudadanos a la locura, así que no se cuentan ya los casos de asesinato.
Los asesinos seriales más famosos, locos y violentos se convierten en ídolos de las masas amorales; incluso se transmite un noticiero dedicado enteramente a ellos. Para reducir la plaga de este género de crímenes, la policía ha creado un cuerpo especial de Cazadores de asesinos, instruidos por el ensayo "Estudio de una mente criminal" de Sigmund Freud, que en este mundo alternativo ha perdido a su hija Anna, secuestrada y matada por un maníaco.

## Personajes
- Morgan Lost: el protagonista de la serie vive en el loft de un rascacielos de New Heliopolis, ciudad algo parecida a una Nueva York alternativa, cuya arquitectura hace referencia a los temas y estilos del Antiguo Egipto (por ejemplo, en lugar de la Estatua de la Libertad hay un enorme monumento a Horus extendiendo el anj hacia el cielo). Nacido en los años 1920, se queda huérfano a una edad temprana e ingresa en un instituto. Una vez adulto se convierte en el dueño del Empire, un cine de arte y ensayo que lleva junto a su novia Lisbeth Connor. Una noche los novios son secuestrados por dos hombres enmascarados, Finker Dead y Bolton, quienes les torturan tras tatuar una máscara en sus rostros. Lisbeth no sobrevive (al menos aparentemente), a diferencia de Morgan que es salvado por la policía. Después de esta terrible experiencia, Morgan vende el cine a su amigo Fitz y empieza su carrera de cazador de asesinos en serie. Con los años, no logra vencer el trauma: sufre de tartamudez en momentos de estrés particular, de insomnio y de una particular forma de daltonismo que le impide ver los colores que no sean matices de gris y rojo (los mismos colores que ve también el lector). Morgan tiene visiones de los asesinos que ha matado: los ve emergiendo del mar, mirándolo con dureza, sin hablar. Además, en calidad de cazador de asesinos, para predecir sus acciones debe entrar en la mente de los criminales y estudiar las dinámicas de sus delitos, lo cual lo hace una persona aún más vulnerable y atormentada.
- Pandora Stillman: la más importante criminóloga de New Heliopolis y profesora de Morgan en el curso de cazador de asesinos seriales.
- Regina Dolarhyde: jefa de la policía de New Heliopolis. Fue ella a liberar a Morgan de sus torturadores, cuando aún tenía el grado de sargento.
- Igraine, Jack y Farley: amigos y colegas de Morgan.
- Eva: camarera del Hopper's Bar, donde Morgan, Ingraine, Jack y Farley suelen pasar el tiempo libre.
- Mary Goodnight: famosa disc-jockey de Radio Landscape.
- Smiley: jefe de una red criminal, fue salvado por Morgan de un asesino serial; por gratitud hacia su salvador, Smiley a menudo le ayuda como informante.
- El Director General del Templo de la Burocracia: gobernador y hombre más poderoso de New Heliopolis. Sufre de una patología que lo ha dejado completamente sin sistema inmunitario. Pese a esto, es un hombre fuerte, autoritario y despiadado, siendo el principal enemigo de Morgan.
- Wallendream: conocido como "la estrella de rock de los asesinos seriales", es el killer más peligroso y con más víctimas. Maníaco sin una personalidad fija, ama perversamente a Pandora Stillman, llegando a violarla y dejándola al borde de la muerte.[7][10][13][14][15][16][17]

## Crossover
Morgan Lost ha sido protagonista de dos cruce con otros personajes de la editorial Bonelli: con Brendon (2016) y con Dylan Dog (2018).

## Autores

### Guionistas
Claudio Chiaverotti, Roberto Recchioni.

### Dibujantes
Lola Airaghi, Antonello Becciu, Nicolò Assirelli, Max Bertolini, Ennio Bufi, Fabrizio De Tommaso (portadista), Andrea Fattori, Francesco Francini, Giovanni Freghieri, Giuseppe Liotti, Luca Maresca, Matteo Mosca, Alfredo Orlandi, Alessandro Pastrovicchio, Marco Perugini, Mirco Pierfederici, Luca Raimondo, Corrado Roi, Valentina Romeo, Michele Rubini, Cristiano Spadavecchia, Giovanni Talami.